# Rhaphidorrhynchium cerviculatum
Rhaphidorrhynchium cerviculatum là một loài Rêu trong họ Sematophyllaceae. Loài này được (Hook. f. & Wilson) M. Fleisch. miêu tả khoa học đầu tiên năm 1923.